# Laura Torres (actriz, 1993)
Laura Torres (Bogotá, 2 de febrero de 1993) es una actriz y fotógrafa colombiana conocida por interpretar a Lucía Guerrero en La hija del mariachi, Camila Cortez en Súper pá, Catalina Salavarrieta joven en La Pola, Lucía en Mentiras perfectas y a Marcela Díaz en La gloria de Lucho.

## Biografía
Nacida en Bogotá, desde temprana edad mostró interés por la actuación. Interpretó a la pequeña Lucía, hermana de la protagonista en La hija del mariachi y otros papeles de mayor relevancia como Camila en Súper pá en 2008 y la joven Catarina Salavarrieta La Pola en 2010. 
Estudió fotografía en la universidad, siendo esta su pasión junto a la actuación.

## Filmografía
| Año  | Producción                             | Personaje                            |
| ---- | -------------------------------------- | ------------------------------------ |
| 2022 | Pasión de gavilanes                    | Adela Carreño                        |
| 2019 | Enfermeras                             |                                      |
| 2019 | La gloria de Lucho                     | Marcela Díaz Vargas                  |
| 2018 | Elevados                               |                                      |
| 2017 | Hermanos y hermanas                    | Maria Paz Estrada Soto               |
| 2016 | Sala de urgencias                      | Camila Mejia                         |
| 2013 | La hipocondríaca                       | Juliana Pulido                       |
| 2013 | Mentiras perfectas                     | Lucía                                |
| 2013 | Mamá también                           | Carolina Medina Joven / Sofia Prieto |
| 2012 | Historias clasificadas                 | Lina                                 |
| 2011 | Flor salvaje                           | Susana Monteverde                    |
| 2010 | La Pola                                | Joven Catalina Salavarrieta          |
| 2010 | Niñas mal                              | Ana Molinali                         |
| 2009 | El capo                                |                                      |
| 2008 | Amor, mentiras y vídeo                 |                                      |
| 2008 | Super pa                               | Camila Cortes                        |
| 2006 | La hija del mariachi                   | Lucia Guerrero Santana               |
| 2006 | Así es la vida                         |                                      |
| 2002 | Historias de hombres solo para mujeres |                                      |
| 1999 | Héroes de turno                        |                                      |

Otros
| Producción            |
| --------------------- |
| ¿Quién manda a quién? |
| X6 la banda           |
| Cortometraje          |
| Seis minutos          |
| El ojo de Dios        |